# Bruno Luzi
Pour les articles homonymes, voir Luzi.
Bruno Luzi est un footballeur puis entraîneur français, né le 30 mai 1965 à Mandres-les-Roses. 
En 1989, il fonde avec son père, Walter Luzi et son frère, Fulvio Luzi, le club du FC Chambly Oise. Il y joue de 1989 à 2001, avant d'y devenir entraîneur jusqu'en 2022. En tant qu'entraîneur, il fait passer le club du championnat de district à la Ligue 2.

## Biographie

### Débuts en football (1979-1985)
Bruno Luzi fait ses débuts en Picardie, au club amateur de l'US Chantilly, en 1979. En 1981 il est repéré par le RC Lens, le Stade lavallois, où il effectue un essai, et le RC Strasbourg d'Arsène Wenger. Après trois années passées à Chantilly, il signe un contrat de stagiaire professionnel à l'US Dunkerque, à l'époque en Division 2. Finalement, il ne passe pas professionnel et redescend à l'AS Creil en 1984. Sans réellement convaincre, son contrat s'arrête en 1985 et Bruno Luzi n'est plus lié à aucun club.
Dominique Garat, son ancien coéquipier à l'US Dunkerque, le décrit ainsi : « C'était un renard des surfaces [...]. Pas quelqu'un qui courait beaucoup, mais il était bien placé et avait une technique fine. Lui, c'était mini-efforts, maxi-rendement ».
Son frère Fulvio le décrit ainsi : « Joueur, Bruno avait un talent énorme [...]. Il était fort aussi dans l'impact, les stoppeurs ne la ramenaient pas ». 
Bruno Luzi n'avait pas que des côtés positifs selon son frère : « Mais il n'avait pas les qualités morales qu'il a aujourd'hui. C'était un joueur chiant [sic], individualiste, pas le plus aimé du vestiaire. Il avait son talent et basta ».

### Joueur au FC Chambly (1989-2001)
En 1989, Bruno Luzi retrouve un club, le FC Chambly, fondé durant la même année. Si Luzi signe dans ce club, au sixième niveau départemental, ce n'est pas un hasard. En effet, le club est fondé par la famille Luzi. Le père d'origine italienne, Walter Luzi, est président du club, et le frère, Fulvio, est l'entraîneur. Bruno Luzi est l'avant-centre de l'équipe. En parallèle, Bruno Luzi entraîne l'équipe réserve et les équipes jeunes.

### Entraîneur du FC Chambly (2001-2022)
Après deux ans et demi en Excellence, le club change d'entraîneur. L'ancien entraîneur Fulvio Luzi devient président à la place de son père Walter Luzi qui prend sa retraite. Bruno arrête sa carrière de joueur pour devenir l'entraîneur du club en 2001. Le club devient une véritable forteresse défensive redoutable. Finalement, le FC Chambly Thelle gravit un à un les échelons du football national pour arriver en National en 2014.
Pour son frère Fulvio, président du club, il est « rassembleur, pointu, persévérant, travailleur. Il a du charisme ». Son père Walter Luzi, président d'honneur et fondateur du FC Chambly meurt le mercredi 28 février 2018 après que son club s'est qualifié en demi-finale de la coupe de France contre Strasbourg (ligue 1).
En 2019, Bruno Luzi atteint la Ligue 2 avec son club.
Après avoir passé 31 années au club (12 comme joueur, puis 19 comme entraîneur), connu 12 promotions sportives et malgré un maintien assuré, en obtenant la 10e place de Ligue 2, lors de sa dernière saison, il quitte Chambly, le 1er mai 2020, avant de faire marche arrière quelques jours plus tard.
Le 2 avril 2022, Bruno Luzi est démis de ses fonctions par son frère Fulvio, le FC Chambly comptant cinq points de moins que le premier non relégable à six journées de la fin du championnat. Il quitte alors le club après plus de 20 ans à sa tête depuis juillet 2001.

### Courtes expériences à Compiègne puis Villers Houlgate (2023-2024)
En 2023, il devient entraineur de l'AFC Compiègne, évoluant en National 3. Dans un contexte tendu, il démissionne en février après une dizaine de matchs.
Il retrouve un banc de touche quelques mois plus tard en devenant coach de l'équipe fanion de l'AS Villers Houlgate, fraichement promue en National 2. Le 27 septembre 2024, le club annonce via un communiqué son départ pour raisons personnelles.

## Palmarès
- Entraîneur :
  - Champion de Division 1 (1er niveau de district) (Oise) en 2002 (FC Chambly)
  - Vainqueur de la Coupe de l'Oise en 2008, 2009, 2011 et 2013 (FC Chambly Thelle)
  - Champion de la Promotion inter-district (3e niveau régional) en 2005 (FC Chambly)
  - Champion de la Promotion d'Honneur (2e niveau régional) en 2008 (FC Chambly Thelle)
  - Champion de la Division d'Honneur Picardie (1er niveau régional) en 2010 (FC Chambly Thelle)
  - Vainqueur du groupe A de CFA 2 (5e niveau national) en 2012 (FC Chambly Thelle)
  - Vainqueur du groupe A de CFA (4e niveau national) en 2014 (FC Chambly Thelle)